# Pseudoneureclipsis palmonii
Pseudoneureclipsis palmonii is een schietmot uit de familie Dipseudopsidae. De soort komt voor in het Palearctisch gebied.